# Chiesa di Sant'Andrea (Acquaviva)
La chiesa di Sant'Andrea Apostolo si trova a Acquaviva nella Repubblica di San Marino ed è stata costruita nel basso medioevo sopra un edificio di culto del III secolo dove forse vi predicò San Marino diacono, subì grandi rimaneggiamenti nei secoli (1679, 1694, 1933), all'interno si trovano due dipinti di rilievo, "Presentazione di Gesù al tempio" di scuola bolognese del '600 e "Sant'Andrea Apostolo e San Crescentino" del 1761.